# Operatore di d'Alembert
L'operatore di d'Alembert (rappresentato con un quadrato: {\displaystyle \Box }), anche chiamato operatore dalembertiano dal nome di Jean Baptiste Le Rond d'Alembert oppure operatore delle onde, è l'estensione dell'operatore di Laplace nello spazio di Minkowski e di altre soluzioni delle equazioni di Einstein. È impiegato nella teoria delle onde, nell'elettromagnetismo e nella relatività speciale e generale.
In meccanica classica l'operatore dalembertiano si scrive:
{\displaystyle \Box =\partial _{x}^{2}+\partial _{y}^{2}+\partial _{z}^{2}-{\frac {1}{v^{2}}}\partial _{t}^{2}=\nabla ^{2}-{\frac {1}{v^{2}}}\partial _{t}^{2}}
dove v è la velocità dell'onda e {\displaystyle \nabla ^{2}=\Delta } è l'operatore di Laplace. Nella relatività ristretta il dalembertiano prende la forma:
{\displaystyle \Box =\partial ^{\mu }\partial _{\mu }=\eta ^{\nu \mu }\partial _{\nu }\partial _{\mu }=-\partial _{0}^{2}+\partial _{1}^{2}+\partial _{2}^{2}+\partial _{3}^{2}=\Delta -{\frac {1}{c^{2}}}\partial _{t}^{2}}
dove {\displaystyle \Delta } è il laplaciano ed {\displaystyle \eta ^{\mu \nu }} è il tensore metrico dello spazio-tempo di Minkowski con la segnatura {\displaystyle (-1,\;1,\;1,\;1)}. È immediato verificare che il dalembertiano  è un operatore invariante sotto trasformazioni di Lorentz e perciò non varia le proprietà di trasformazione dei tensori a cui è applicato.

## Altre notazioni
Oltre al simbolo {\displaystyle \Box } (quadrato) è spesso usato per l'operatore d'Alembertiano anche il simbolo {\displaystyle \Delta _{\mathbf {M} }}, in analogia con il laplaciano ({\displaystyle \mathbf {M} } sta ad indicare lo spazio di Minkowski), oppure il simbolo {\displaystyle \Box ^{2}}. A volte {\displaystyle \Box } è usato per rappresentare la derivata covariante quadri-dimensionale di Levi-Civita. Il simbolo {\displaystyle \nabla } (nabla) è usato invece per rappresentare le derivate spaziali, ma dipendente dalle coordinate.
Un altro modo per scrivere l'operatore d'Alembertiano è {\displaystyle \partial ^{2}}. La notazione è comoda in teoria quantistica dei campi dove le derivate parziali sono di solito indicizzate.